# Santa Marta al Collegio Romano
Santa Marta al Collegio Romano, emellanåt benämnd Santa Marta, är en dekonsekrerad kyrkobyggnad i Rom, helgad åt den heliga Marta, syster till Lasaros och Maria. Kyrkan är belägen vid Piazza del Collegio Romanio i Rione Pigna.

## Beskrivning
Fasaden har två våningar. Övervåningen kröns av bland annat en freskmålning, Gud Fadern, utförd av Giovanni Battista Gaulli omkring år 1672. Under 1600-talets senare hälft företog Giovanni Antonio de Rossi och Carlo Fontana en ombyggnad av kyrkan.
Interiören hyser fortfarande en del av kyrkans ursprungliga marmorkolonner, stuckarbeten och skulpturer.